# 라스 에스트레야스 (텔레노벨라)
《라스 에스트레야스》(스페인어: Las Estrellas)는 2017년 방영된 아르헨티나의 텔레노벨라이다.